# Диффузная нейроэндокринная система
Диффузная эндокринная система (ДЭС, APUD-система, паракринная система, диффузная нейроэндокринная система, ПОДАП-система, система светлых клеток, хромафинная система, гастроэнтеропанкреатическая система) — отдел эндокринной системы (нейроэндокринной системы), представленный рассеянными в различных органах эндокринными клетками (апудоцитами), продуцирующими агландулярные гормоны (пептиды, за исключением кальцитриола). ДЭС — эволюционно древнее и крупнейшее звено эндокринной системы животных и человека. Клетки ДЭС получают информацию из внешней и внутренней среды организма. В ответ на неё они реагируют выделением биогенных аминов и пептидных гормонов.
В то время, когда формировалась концепция APUD-системы, основное внимание исследователей было обращено на сходство её клеток с пептидергическими нейронами. В конечном счете, все клетки APUD-системы стали считать нейроэндокринными, то есть производными нейроэктодермы. Такое представление хорошо объясняло, почему так называемые нейропептиды (соматостатин, ВИП, бомбезин, нейротензин, субстанция Р, эндорфины и т. д.) содержатся как в нейронах, так и в тучных клетках, секреторных кардиомиоцитах и клетках ДЭС. Однако признание их производными нейроэктодермы противоречило элементарным представлениям об энтеродермальном происхождении паренхимы экзокринной и эндокринной частей поджелудочной железы, мезенхимном — тучных клеток и мезодермальном — секреторных кардиомиоцитов.
Нейроэктодермальная концепция происхождения клеток ДЭС не получила научно обоснованного подтверждения. Стало очевидно, что клетки ДЭС развиваются из стволовых клеток гистогенетически различных типов эпителиальных тканей. В частности, клетки самого крупного звена ДЭС — гастроэнтеропанкреатической системы развиваются из стволовой энтеродермальной клетки.
Ключевые признаки ДЭС:
1. диффузное (разбросанное) расположение её клеток в отличие от секретирующих клеток эндокринных желёз, собранных в одном месте в составе железы;
2. продукция управляющих веществ в виде биогенных аминов и/или пептидных гормонов.

Биологически активные соединения, образующиеся в клетках ДЭС, выполняют эндокринную, нейрокринную, нейроэндокринную, а также паракринную функции. Целый ряд свойственных им соединений (вазоактивный интестинальный пептид, нейротензин и другие) высвобождаются не только из клеток ДЭС, но также и из нервных окончаний.

## Состав диффузной эндокринной системы
ДЭС образована апудоцитами (APUD-клетками) — это секретирующие клетки, способные поглощать аминокислоты-предшественницы и производить из них активные амины и/или низкомолекулярные пептиды с помощью реакции декарбоксилирования (удаления карбоксильной группы у аминокислоты-предшественницы). Последняя классификация клеток ДЭС включает следующие виды клеток: А, В, D, D1, Ес, Еcl, G, I, K, L, Mo, N, P, PP, S, X, YY, ε.
В структурно-функциональном отношении клетки ДЭС подразделяют на открытый и закрытый типы. Клетки открытого типа своим апикальным концом достигают полости желудка, кишки или бронха. На нем имеются микроворсинки, содержащие рецепторные белки, то есть клетки открытого типа являются хеморецепторами содержимого полых органов, сообщающихся с внешней средой. Клетки закрытого типа не достигают полости органа и получают информацию о состоянии внутренней среды организма.
Ниже представлены органы и системы, производящие сигнальные вещества, которые в настоящее время можно отнести к эндокринной системе.
Деление сигнальных веществ по месту синтеза следует считать лишь попыткой их систематизации: например, почти все представленные ниже пептидные гормоны могут синтезироваться не только в соответствующих периферических тканях, но и в центральной нервной системе, вегетативной нервной системе и иммунными клетками; яичко, надпочечники, железистые клетки ЖКТ и нервные клетки вегетативной нервной системы могут синтезировать также те пептиды, которые сначала были обнаружены в нервной системе и получили, таким образом, название нейропептиды.

### Гастроэнтеропанкреатическая эндокринная система
Пищеварительную систему можно назвать самым большим производителем гормонов в теле. В её основных органах: желудке, тонкой и толстой кишках, поджелудочной железе и других имеются диффузно расположенные эндокринные клетки, которые все вместе объединяются в гастроэнтеропанкреатическую эндокринную систему, являющуюся частью диффузной эндокринной системы. Сигнальные вещества, которые продуцируются гастроэнтеропанкреатической эндокринной системой, включают:
- Гастрин
- Холецистокинин
- Секретин
- Глюкозозависимый инсулинотропный полипептид (ГИП)
- Вазоактивный интестинальный пептид (ВИП)
- Мотилин
- Соматостатин
- Энкефалин
- Тахикинин
- Грелин

Двенадцатиперстная кишка вырабатывает также аренторин (регулирующее аппетит вещество).

### Предсердия сердца
Установлено, что сердце выполняет эндокринную функцию, так как в его предсердиях образуется пептид, стимулирующий выведение натрия почками — предсердный натрийуретический гормон.

### Почки
Почки также секретируют несколько гормонов:
- Эритропоэтин (необходим для кроветворения)
- Стероид кальцитриол (производится из метаболита витамина D кальцидиола)
- Ренин (принадлежит к системам, активирующим гормоны)

### Печень
Печень участвует в выработке гормонов, производя молекулу предшественника гормона ангиотензина II — ангиотензиноген, а также два важных для действия гормона роста соматомедина (инсулиноподобные факторы роста ИФР-1 и ИФР-2).

### Нервная система
Нейроны центральной и вегетативной нервных систем функционируют как важные источники гормонов и нейропептидов. Гипоталамус, например, производит нейросекреторные гормоны.
- Гипоталамус производит рилизинг- и ингибирующие гормоны:
  - Гонадотропин-рилизинг-гормон (ГнРГ)
  - Кортикотропин-рилизинг-гормон (КРГ)
  - Соматотропин-рилизинг-гормон (СРГ)
  - Тиреотропин-рилизинг-гормон (ТРГ)
  - Соматостатин
- Эпифиз из серотонина производит мелатонин.

### Вилочковая железа (тимус)
Вилочковая железа производит гормон тимозин, играющий важную роль в дифференцировке лимфоцитов.

### Другие гормонопродуцирующие ткани и рассеянные эндокринные клетки
Другие гормонопродуцирующие ткани и рассеянные эндокринные клетки включают:
- C-клетки щитовидной железы.
  - Тиреокальцитонин
- Эпителий лёгких.
  - Почти все нейропептиды
- Жировые клетки.
  - Лептин
- Иммунная система.
  - Гормоны вилочковой железы
  - Цитокины
- Тканевые гормоны, или медиаторы.
  - Эйкозаноиды
  - Гистамин
  - Серотонин
  - Брадикинин